# 阿利克耶沃區

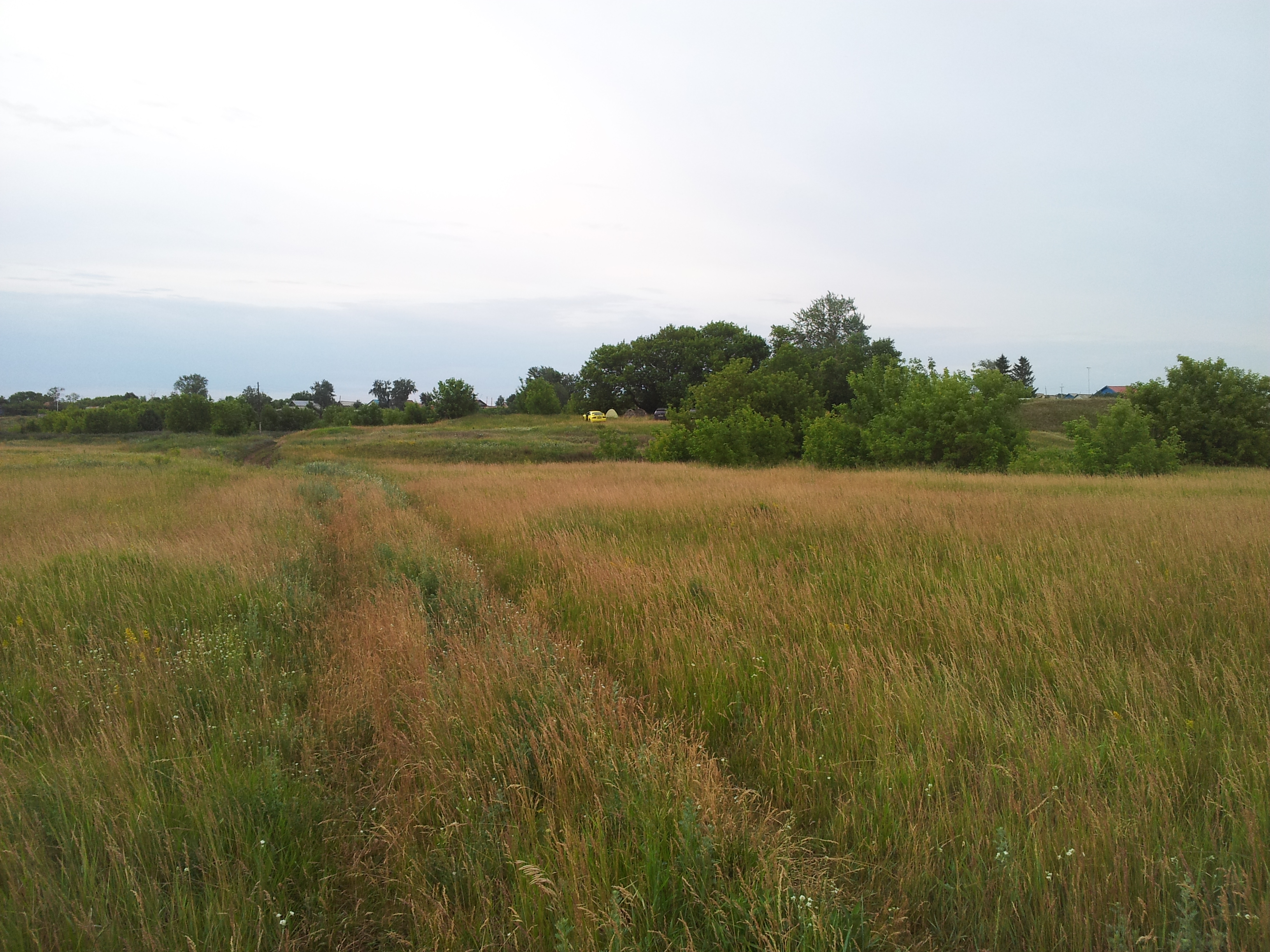

54°48′N 49°56′E / 54.800°N 49.933°E
阿利克耶沃區（俄语：Алькеевский район），是俄羅斯的一個區，位於該國西部，由韃靼斯坦共和國負責管轄，面積1,726.8平方公里，2010年人口19,991，人口密度每平方公里11.58人。